# Råshult

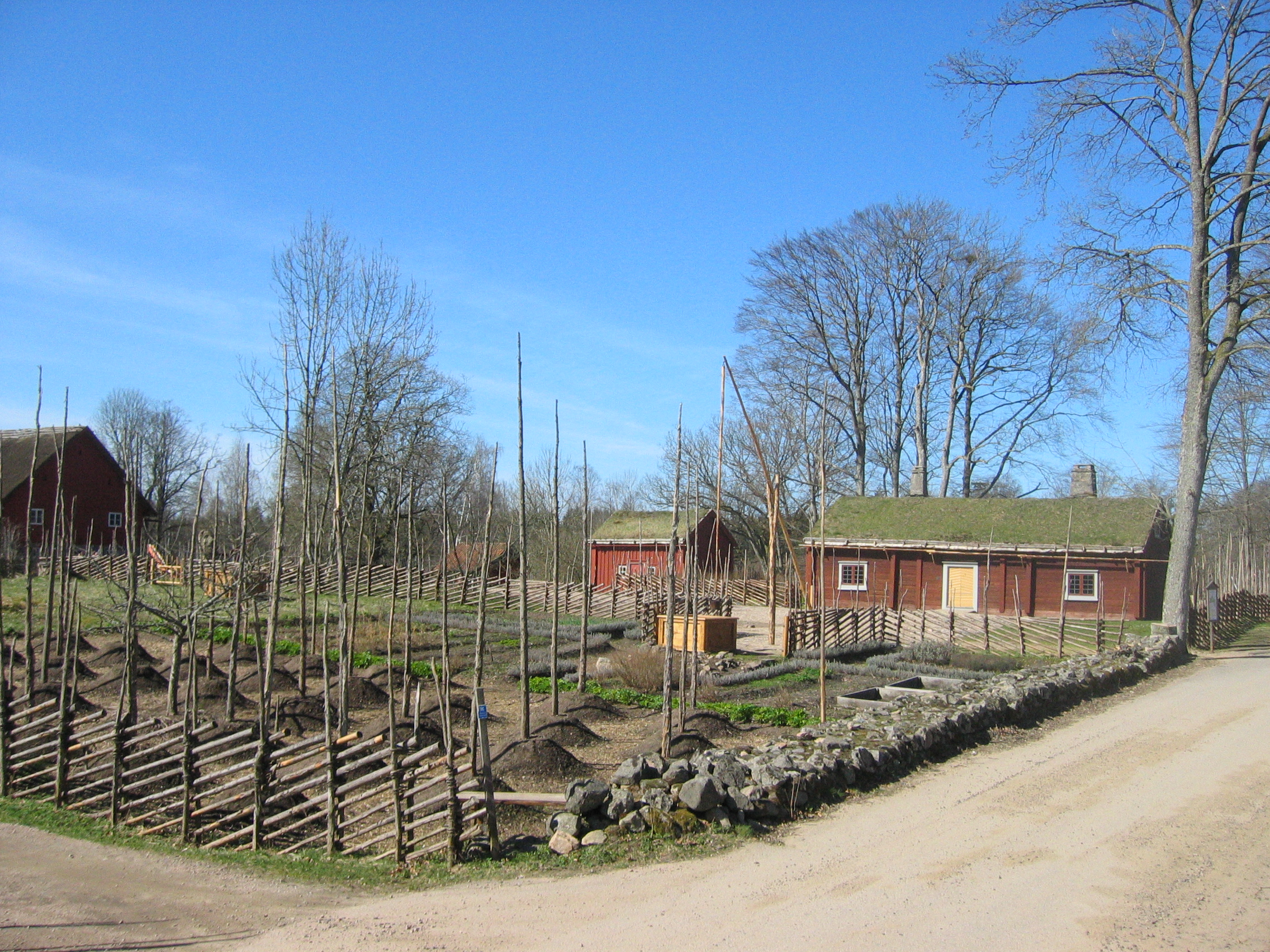
La fattoria in Råshult, ricostruzione della casa natale di Linneo

Råshult Södregård è una "riserva culturale" della Svezia situata nella parrocchia di Stenbrohult, contea di Kronoberg (Småland), tra Liatorp e Älmhult.

## Storia
Il nome "Råshult" è composto dalla radice -Rås che significa valle paludosa e la desinenza -hult che significa bosco. A Råshult è nato Carlo Linneo il 23 maggio 1707. Il nonno materno e il padre dello stesso Linneo vi hanno svolto il ruolo di pastori protestanti.

## La Riserva
La riserva comprende 42 ettari, con percorsi segnalati in tutta la sua estensione. Confina con Såganässjön. Attualmente Rashult è stata riconosciuta come "riserva culturale" dalla contea di Kronoberg e proposta, insieme ad altri siti storicamente collegati, come Patrimonio dell'umanità all'UNESCO, secondo il criterio 6 del Comitato per il Patrimonio Mondiale UNESCO.

## Curiosità
La "casa di Linneo", a Råshult è una ricostruzione del 1900, infatti la vera fattoria dove egli visse circa 300 anni fa non esiste più.